# Burensköld
Burensköld var en svensk adlig släkt. En gren av ätten var friherrlig.
Ätten härstammande från den så kallade Bureätten på fädernets möderne. Ätten upptogs på Riddarhuset med juris professor, sedermera presidenten i Norrköping Nils Bureus (1625-1681), som var son till Jacobus Johannis Zebrozynthius och Katarina eller Anna Stiernman, som var dotter till ärkebiskop Nicolaus Olai Bothniensis och Elisabet Andersdotter Grubb - enligt en traditionell uppfattning härstammade båda föräldrarna från Bureätten, vilket dock DNA-tester vederlagt; farfadern Johannes Laurentii var inte Bureättling på fädernet.
Adlandet av Nils Bureus skedde den 13 maj 1654 med namnet Burensköld, och med Bureättens vapen (böjd beväpnad arm) med tillägg av en halvmåne i silver. Därefter skrev han sig till Nafvestad. 
Ätten introducerades samma år på nr 614. 
Nils Burensköld var gift med Eva Ulfvenklou. Deras enda dotter Anna Catharina till Sjöbacka var hovmästarinna på Stegeborg och därefter gift två gånger, von Schröer och Gripensköld. Hennes yngste bror Seger Burensköld dog ogift under en resa till Madagaskar. Ätten fortlevde i två grenar med dessas båda bröder Jacob och Henrik Johan Burensköld.
Henrik Johan Burensköld skrev sig till Gyllerup i Halland, och var överste vid drottningens livregemente till fot. Hans andra hustru var en ofrälse överstedotter men hennes mor tillhörde ätten Durell och brodern adlades med namnet Meck. Med henne fick han sitt enda barn som överlevde barnaåren, överceremonimästare Johan Jacob Burensköld till Gyllerup, Vallen och Dömestorp, gift med sin kusin Magdalena Eleonora Meck vars mor var en Lilliehöök af Gällared och Kolbäck. 
Av deras fyra söner fortlevde ätten på svärdssidan med hovjägmästare Otto Wilhelm Burensköld till Wallen, som med sin hustru, som tillhörde ätten Skytte af Sätra, fick sonen ryttmästare Fale Henrik Burensköld som slöt ätten på svärdssidan när han vådasköts till döds 1827. 
Den sista medlemmen av ätten var hans syster Eleonora Helena Burensköld, som avled 1882. Hon var först gift med Carl Adolf Gyllenram, men skildes från honom utan att de fått barn. Hon gifte då om sig med majoren Adolf Mauritz Carlheim-Gyllensköld, och blev stammoder för den andra yngre grenen av makens ätt. Via henne kom Wallens gods i Halland i den ättens ägo.

## Friherrliga ätten
Henrik Johan Burenskölds bror Jacob Burensköld upphöjdes i friherrligt stånd 1706 på samma namn och nr 116. Hans hustru var Eva Appelgren, vars mor var en Gyldenklou. Deras äldsta dotter Maria Johanna Burensköld ärvde Burensköldska fideikommisset som utgjordes av Fyllingarum, Nafvestad, Hylinge, Borkhult, Idingstad och Göbo, var gift med generalmajoren i infanteriet Claus Filip von Schwerin och är stammoder till den ännu fortlevande grevliga ätten von Schwerin nr 94. Hennes äldste bror Nils dog i en duell, och brodern Fale stupade i tysk-romerska kejsarens tjänst i Sicilien. Tre syskon som var trillingar dog späda. Den friherrliga ätten Burensköld slöts på svärdssidan med de ovan nämndas yngste bror, kammarherre Jacob Henrik Burensköld 1754.